# España en los Juegos Olímpicos de Melbourne 1956
España boicoteó los Juegos Olímpicos de Melbourne 1956 como protesta por la invasión soviética de Hungría. Sin embargo, las competiciones ecuestres se disputaron seis meses antes en Estocolmo (Suecia) a causa de las leyes australianas de cuarentena, y en ellas tomaron parte seis jinetes españoles.
Responsable del equipo olímpico fue el Comité Olímpico Español (COE), así como la Real Federación Hípica Española.
El equipo olímpico español no consiguió ninguna medalla en estos Juegos.

## Diplomas olímpicos
En estos Juegos como venía sucediendo desde los Juegos Olímpicos de Londres 1948 y como sucedería hasta los de Los Ángeles 1984 recibían diploma olímpico los atletas clasificados hasta el sexto puesto. Sólo se consiguió un diploma olímpico, en saltos ecuestres.
| Nombre                                                                                               | Deporte | Competición        | Fecha       |
| --- | ------- | ------------------ | ----------- |
| 6.°                                                                                                  |         |                    |             |
| Carlos López Quesada (Tapatío) Francisco Goyoaga (Fahnenkönig) Carlos Figueroa Castillejo (Gracieux) | Hípica  | Saltos por equipos | 17 de junio |

## Participantes por deporte
De los 17 deportes (20 disciplinas) reconocidos por el COI en los Juegos Olímpicos de verano, se contó con representación española solo en un deporte: hípica. 
| N.º | Deporte                        | H | M | T |
| 1   | Atletismo                      | 0 | 0 | 0 |
| 2   | Baloncesto                     | 0 | – | 0 |
| 3   | Boxeo                          | 0 | – | 0 |
| 4   | Ciclismo en ruta               | 0 | – | 0 |
| 4   | Ciclismo en pista              | 0 | – | 0 |
| 5   | Esgrima                        | 0 | 0 | 0 |
| 6   | Fútbol                         | 0 | – | 0 |
| 7   | Gimnasia artística             | 0 | 0 | 0 |
| 8   | Halterofilia                   | 0 | – | 0 |
| 9   | Hípica                         | 6 | 0 | 6 |
| 10  | Hockey                         | 0 | – | 0 |
| 11  | Lucha                          | 0 | – | 0 |
| 12  | Natación                       | 0 | 0 | 0 |
| 12  | Saltos                         | 0 | 0 | 0 |
| 12  | Waterpolo                      | 0 | – | 0 |
| 13  | Pentatlón moderno              | 0 | – | 0 |
| 14  | Piragüismo en aguas tranquilas | 0 | 0 | 0 |
| 15  | Remo                           | 0 | – | 0 |
| 16  | Tiro                           | 0 | – | 0 |
| 17  | Vela                           | 0 | 0 | 0 |
|     | TOTAL                          | 6 | 0 | 6 |